# NGC 2258
NGC 2258 ist eine Linsenförmige Galaxie vom Hubble-Typ S0 im Sternbild Giraffe am Nordsternhimmel. Sie ist schätzungsweise 187 Millionen Lichtjahre von der Milchstraße entfernt und hat einen Durchmesser von etwa 125.000 Lichtjahren.

Im selben Himmelsareal befindet sich u. a. die Galaxie NGC 2256.
Die Typ-Ia-Supernova SN 1997E wurde hier beobachtet.
Das Objekt wurde am 1. August 1883 von Ernst Wilhelm Leberecht Tempel entdeckt.